# Islam y leyes noájidas

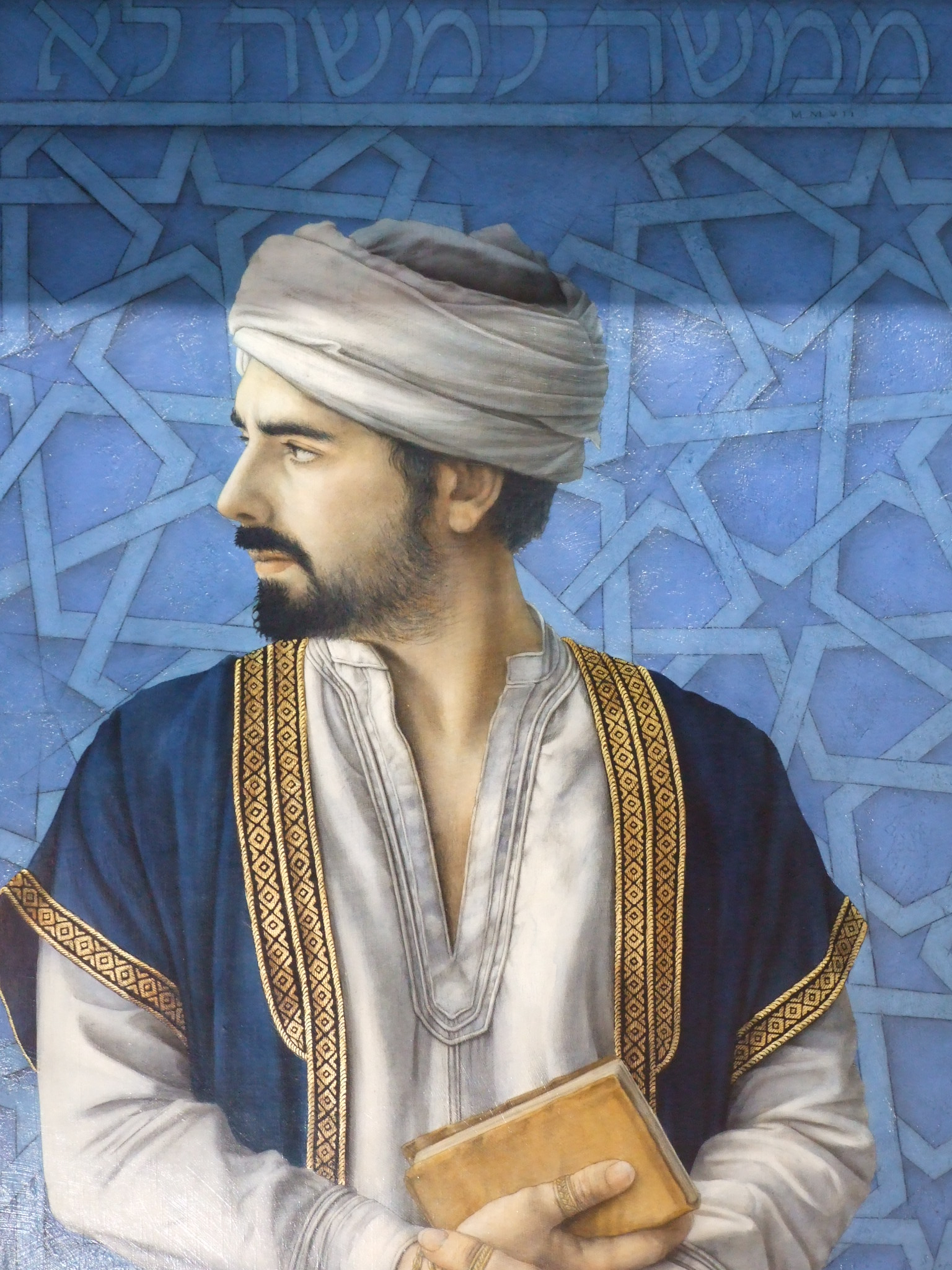
Retrato de Maimónides por José Luis Muñoz, 2006.

En términos generales, la mayoría de las autoridades rabínicas del judaísmo siguen la opinión de Maimónides de que el Islam no es idolatría. Sin embargo, existen diversas opiniones sobre este tema, junto con debates sobre si los musulmanes deben ser catalogados como noájidas. Un punto principal de discordia entre las dos religiones abrahamicas, es la no aceptación islámica de la intangibilidad de las escrituras judías, así como con la teología del reemplazo de Mahoma.

## El Corán y las leyes noájidas
Según el judaísmo, los «Siete preceptos de las naciones» o «Siete leyes de los hijos de Noé» son el número de mandamientos básicos y de origen divino entregados al primer hombre, Adán, y posteriormente ratificados a Noé, los cuales deben obedecer los hijos de Noé, es decir, toda la humanidad.
Se considera que el evento de la entrega de los preceptos de las naciones, entregadas inicialmente a Adán y ratificadas a Noé también se encuentra registrado también en el Corán:

Adán recibió palabras (órdenes) de su Señor y se volvió a él. Él (Dios) es Indulgente, el Misericordioso.
Corán 2:37

En el siguiente texto, la palabra árabe «din» se entiene como religión o costumbre, el término también se puede refierir a la forma de vida para cumplir la sharia (ley):

Os ha prescrito en materia de religión (din) lo que ya había ordenado a Noé, lo que Nosotros te hemos revelado y lo que ya habíamos ordenado a Abraham, a Moisés: “Que rindáis culto y que esto no os sirva de motivo de división!” A los asociadores les resulta difícil aquello a que tú les llamas. Dios elige para Sí a quien Él quiere y dirige a Él a quien se arrepiente.
Corán 42:13

### Leyes de Noé en el Corán
Según la tradición judía cualquier religión posterior o paralela al judaísmo que diga o haga alarde de tener un origen divino no pueden contradecir las leyes noájidas, motivo por el cual el judaísmo es capaz de considerar al Islam positivamente, debido a que las siete leyes de Noé se encuentran en el Corán:
| Ley noájida                                  | Verso coránico | Nota                     |
| -------------------------------------------- | --- | ------------------------ |
| 1. Prohibición de la Idolatría               | "No pongas junto con Dios a otro dios; si no, te encontrarás denigrado, abandonado." -Sura 17:22 |                          |
| 2. Prohibición de la blasfemia               | "Dios posee los nombres más bellos. Empléalos, pues, para invocarle y apártate de quienes los profanen, que serán retribuidos con arreglo a sus obras." -Sura 7:180 |                          |
| 3. Prohibición de la inmoralidad sexual      | "¡Evitad la fornicación: es una deshonestidad! ¡Mal camino...!" -Sura 17:32 |                          |
| 4. Prohibición de Robo                       | "Al ladrón y a la ladrona, cortadles las manos como retribución de lo que han cometido, como castigo ejemplar de Dios. Dios es poderoso, sabio." -Sura 5:38 |                          |
| 5. Prohibición al asesinato                  | "No matéis a nadie que Dios haya prohibido, excepto por el derecho. Si se mata a alguien sin razón, damos autoridad a su pariente próximo, pero que éste no se exceda en la venganza. Se le auxiliará." -Sura 17:33 | Relación con Éxodo 20:13 |
| 6. Prohibición de comer carne de animal vivo | "Os está vedada la carne mortecina, la sangre, la carne de cerdo, la de animal sobre el que se haya invocado un nombre diferente del de Dios, la de animal asfixiado o muerto a palos, de una caída, de una cornada, la del devorado parcialmente por las fieras -excepto si aún lo sacrificáis vosotros-, la del inmolado en piedras erectas. (...) Si alguien se ve compelido durante un hambre, sin intención de pecar, Dios es indulgente, misericordioso." -Sura 5:3 |                          |
| 7. Establecer tribunales                     | "Te hemos revelado el Libro (la Torá en hebreo: תּוֹרָה Torah, lit., «instrucción, enseñanza, doctrina») con la verdad para que decidas entre los hombres como Dios te dé a entender. Por lo tanto, no hagas (favorezcas) con tu mano con los hombres de violencia." -Sura 4:105 |                          |

## Opinión de Maimonides
Maimónides sostenía que el Islam no constituía una forma de idolatría. No obstante, esta postura ha sido objeto de diversos debates teológicos, incluyendo la cuestión de si los musulmanes pueden ser considerados noájidas. Una de las principales divergencias entre el judaísmo y el islam radica en la falta de aceptación islámica de la intangibilidad de la Torá y otros libros de la biblia judía, razón por la cual se considera al Islam como una herejía, así como la teología islámica del reemplazo, que postula al Islam como la fe verdadera por sobre el judaísmo.

Estos ismaelitas [es decir, musulmanes] no son idólatras en absoluto. [La Idolatría] han erradicado de sus bocas y corazones. Unifican a Dios sin cuestiona. Del mismo modo todos los musulmanes contemporáneos, incluidas las mujeres y los niños. Las creencias idolátricas han sido erradicadas y sus errores y tonterías se manifiestan en otros. En cuanto a la unidad de HaShem, no están en ningún error en absoluto.
Maimonides, Responsa 159:3

Dado que Maimónides consideraba que los musulmanes compartían con el judaísmo la creencia en un único Dios, la entrada a una mezquita no representa una violación de los principios monoteístas. En contraste, las prácticas iconográficas y adoración a la Trinidad presentes en el cristianismo, lo llevaron a clasificar el cristianismo como una religión idólatra.Para los musulmanes en la mayoría de sus interpretaciones a la Ley islámica, los no-musulmanes pueden ingresar a las mezquitas siempre que no duerman ni coman allí, por otro lado para la corriente islámica de Malikí no se permite el ingreso de los no-musulmanes a mezquitas bajo ninguna circunstancia.
Sin embargo, bajo la opinión de Maimonides los musulmanes son considerados infieles (kofer) de la Torá, puesto que los musulmanes creen que los mandamientos de la Torá caducaron o están corruptos:

Existen tres tipos de Infieles en la Torá: Uno que dice que la Torá no es del Eterno, ni siquiera un versículo, ni siquiera una letra, si él dice que Moisés lo dijo por su cuenta, eso es negar la Torá. Y de manera similar, alguien que niega la interpretación de la Torá, que es la Torá Oral, y niega a sus transmisores, como Tzadok y Beotius. Y uno que dice que el Creador cambió este mandamiento por otro, y que la Torá ha sido anulada, aunque es del Eterno, como los notzrim (cristianos) y como los de la Hégira (musulmanes). Cualquiera de estos es un Kofer (Infiel) de la Torá.
Mishne Torá, Jiljot Teshuva 3:17

## Musulmanes noájidas
Según el rabino Elie Benamozegh, rabino italiano del siglo XIX, indica que se puede considerar a los musulmanes como noájidas, en el entendido que guardan las leyes de Noé. Por otro lado, para el Rab Brisker dijo que para que los musulmanes sean considerados noájidas, deben aceptar las siete leyes de Noé porque Hashem lo ordenó en la Torá.

### Antiguo Israel
El concepto de "gentiles justos" tiene precedentes en el antiguo Israel. En la Biblia hebrea, hace referencia que el estatus legal de guer toshav (hebreo: גר תושב, guer: "extranjero" + toshav: "residente" ) fue otorgado a aquellos gentiles (no-judíos) que vivían en la Tierra de Israel, aceptando las siete leyes de Noé de manera vinculante, en presencia de un tribunal conformado por tres rabinos. Recibiendo por parte del pueblo judío cierta protección legal y ciertos privilegios en la sociedad judía sobre el resto de extranjeros, como la obligación de prestarle ayuda cuando lo necesite. Este estatus legal dejó de ser utilizado tras la destrucción del Segundo Templo y la expulsión de los judíos de Judéa, y reutilizado tras el establecimiento del Estado de Israel.
Se considera que los primeros "guer toshav" fueron los hijos de Jetró, quienes pertenecian a la tribu kenita, este pueblo acompañó al pueblo de Israel en el desierto en su travesía hacia Canaan, al establecerse en este territorio convivieron armoniosamente con los israelitas, alcanzando su mayor protagonismo en la época de los dos reinos, principalmente en el tiempo previo a la caída del Primer Templo a manos de los babilonios. Su rastro en la Biblia se pierde tras el retorno de los judíos del exilio babilónico.
En todas partes donde se usa la palabra “keni” (קֵינִי), Onkelos la traduce al arameo como שַׁלְמָאֵי (Shalmae). Por otro lado Yonatan ben Uziel la traduce como מִשַׁלְמָאֵי (Mishalmae). Algunos rabinos sugieren que esto se refiere a la gran cantidad de creyentes no-judíos que vinieron a sacrificar en el «Korbán shlamim» en Jerusalén junto con los judíos. Se considera que las palabras "shalmae" o "mishalmae", podrían ser una referencia que en la literatura judía, el Islam es mencionada como una religión antigua, que se remonta al menos a los tiempos del Segundo Templo, e incluso una huella de aquella creencia preislámica se podría encontrar en la Sura al-Qasas 28:53:

“y cuando se les recita (el Corán a la gente del libro) dicen: ‘Creemos en ello’. De hecho, es la verdad de nuestro Señor. De hecho, éramos muslim antes (que se revelara el Corán).”
Corán 28:53

### Hanif y Bnei Noaj
En el Islam existe un concepto similar al noájida (en hebreo: בני נח, Bnei Noaj) denominado como «hanif» (en árabe: حنيف , ḥanīf, que significa "inclinarse, declinar" ), según la definición islámica, una religión monoteísta innata, que «no asocia» a Dios con otras deidades, ni astros, ni ídolos. Los hanif eran monoteístas que mantenían principios básicos, pero no formaban parte de comunidades judías o cristianas.Según el judaísmo, los Bnei Noaj, son monoteístas que se adscriben a cumplir principios básicos, las denominadas Leyes noájidas, y no son parte de la comunidad judía.

¡Profesa la religión como hanif, según la naturaleza primigenia que Dios ha puesto en los hombres! No cabe alteración en la creación de Dios. Esa es la religión verdadera, pero la mayoría de los hombres no lo saben.
Corán 30:30

En la edad temprana del Islam se hace mención de un hanif llamado Abū 'Amar 'Abd Amr ibn Sayfī, líder de la tribu árabe Banu Aws en Medina, quien en un principio contribuyó con la construcción de la Mezquita de Medina mencionado en el versículo coránico 9:107, posteriormente se convirtió en un opositor del Islam tras la expulsión de los judíos de la tribu Banu Nadir —quienes fueron expulsados de Medina al negarse a convertirse al Islam—, refugió a algunos judíos que eran perseguidos por Mahoma y se alió con la tribu árabe Quraysh, combatiendo a los musulmanes Batalla de Uhud.
Según fuentes chiitas la tribu de Banu Aws era una tribu judía, sin embargo otras fuentes indican que eran árabes monoteístas (hanif). En un inicio eran una tribu cliente de la tribu judía Banu Qurayza, posteriormente se independizaron y se mantuvieron como aliados de los judíos.
Existe la hipótesis que estos árabes monoteístas (hanif) hubieran sido reconocidos por las tribus judías de la península arábiga como noájidas.